# Медаль «У пам'ять коронації Імператора Миколи II»
Медаль «У пам'ять коронації Імператора Миколи II» — державна нагорода, пам'ятна медаль Російської імперії.

## Основні відомості
Медаль «У пам'ять коронації Імператора Миколи II» — пам'ятна медаль Російської імперії для нагородження осіб, які мали відношення до коронації Миколи II. Заснована 26 травня 1896 року за указом імператора Миколи II, повідомленого Сенату.

## Порядок вручення
Право на носіння медалі надавалася особам обох статей, а саме:
- Всім особам, які брали участь у підготовці та організації урочистостей з нагоди коронації Миколи II та Олександри Федорівни;
- Всім представникам станів, які були присутні на коронації;
- Всім особам, що перебували на дійсній службі, у тому числі нижнім чинам, які перебували в Москві під час коронації[3].
- Працівникам Санкт-Петербурзького монетного двору, що виготовляли медалі: медальєрам, майстровим, робітникам[2][4].

Нагородженим видавалося свідоцтво на право носіння медалі.

## Опис медалі
Медаль зроблена зі срібла . Діаметр 27 мм. На лицьовому боці медалі зображено барельєф обличчя Миколи II. По краю медалі вздовж бортика написи: ліворуч — «Б. Б.Б», праворуч — «И САМОДЕРЖЕЦЪ ВСЕРОСС.». На зворотному боці медалі горизонтально розташований напис у два рядки: «КОРОНОВАНЪ ВЪ МОСКВѢ». Над написом зображена велика імператорська корона. Внизу реверсу дугою розташована дата: «14 МАѦ 1896». Основний тираж виготовлено на Санкт-Петербурзькому монетному дворі. Існують варіанти медалі, що з тим, що допускалося виготовлення медалі приватними майстернями. Як правило, вони також були виготовлені зі срібла, але є варіанти медалі, виготовлені з білого металу. Медалі, виготовлені в приватних майстернях, можуть відрізнятися розмірами: відомі варіанти розміром 28 мм. Можуть бути деякі відмінності у деталях зображення.

## Порядок носіння
Медаль мала вушко для кріплення до колодки чи стрічки. Носити медаль слід було на грудях. Стрічка медалі — Андріївська.